# Anatomie lži
Anatomie lži (v anglickém originále Lie to Me) je americký televizní seriál, který měl premiéru 21. ledna 2009 na televizním kanálu Fox. Vysílán byl do 31. ledna 2011. Hlavní postavou seriálu je Dr. Cal Lightman (Tim Roth), který společně se svými kolegy ze společnosti The Lightman Group, spolupracuje se státními (např. FBI, policie) či soukromými subjekty, kterým pomáhá v rámci konzultací nalezení pravdy prostřednictvím odhalování lží, zločinů a trestných činů na základě sledování lidského chování, mikrovýrazů, mimiky, gest atd.
Seriál má celkem 3 série, první o 13 epizodách, druhá o 22 epizodách a třetí o 13 epizodách. V Česku je seriál vysílán na TV Prima.